# Biblioteca da Universidade de Leiden

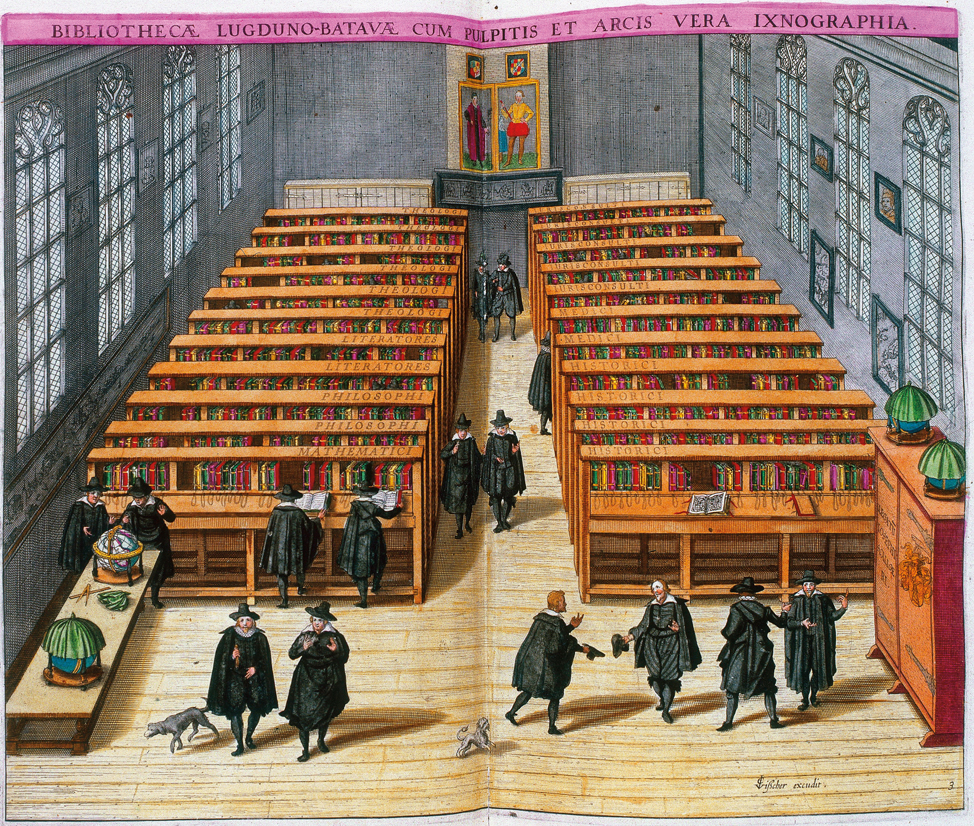
Biblioteca em 1610 (impressão de Woudanus)

Bibliotecas da Universidade de Leiden é uma biblioteca fundada em 1575 em Leiden, Holanda. É considerado um local significativo no desenvolvimento da cultura europeia: faz parte de um pequeno número de centros culturais que orientaram o desenvolvimento e a difusão do conhecimento durante o Iluminismo. Isso se deveu principalmente à presença simultânea de uma coleção única de fontes e estudiosos excepcionais. As participações incluem aproximadamente 5 200 000 volumes, 1 000 000 e-books, 70 000 e-journals, 2 000 jornais atuais em papel, 60 000 manuscritos orientais e ocidentais, 500 000 cartas, 100 000 mapas, 100 000 gravuras, 12 000 desenhos e 300 000 fotografias. A biblioteca administra as maiores coleções do mundo na Indonésia e no Caribe. Além disso, as Bibliotecas da Universidade de Leiden são a única organização patrimonial na Holanda com cinco registros de documentos no Registro da Memória do Mundo da UNESCO.
" Est hic magna commoditas bibliothecae ut studiosi possint studere "
— Josefo Justo Scaliger
"A maior vantagem da biblioteca é que quem quer estudar, pode estudar."

## História
A revolta holandesa do século XVI contra os Habsburgos criou um novo país com uma nova religião. Logo, sentiu-se a necessidade de uma sede de ensino superior e, em 1575, a Universidade de Leiden foi fundada com os despojos de um mosteiro católico confiscado nas proximidades.
Na época em que a universidade foi fundada, foi imediatamente determinado que uma biblioteca nas proximidades das salas de aula era uma necessidade absoluta. O primeiro livro da biblioteca foi a Bíblia Poliglota, impressa por Christoffel Plantijn, um presente de Guilherme de Orange à biblioteca em 1575. A apresentação deste livro é considerada a base sobre a qual a biblioteca é construída (fundamentum locans futurae aliquando bibliothecae). A biblioteca tornou-se operacional no cofre do atual prédio da Academia em Rapenburg em 31 de outubro de 1587.

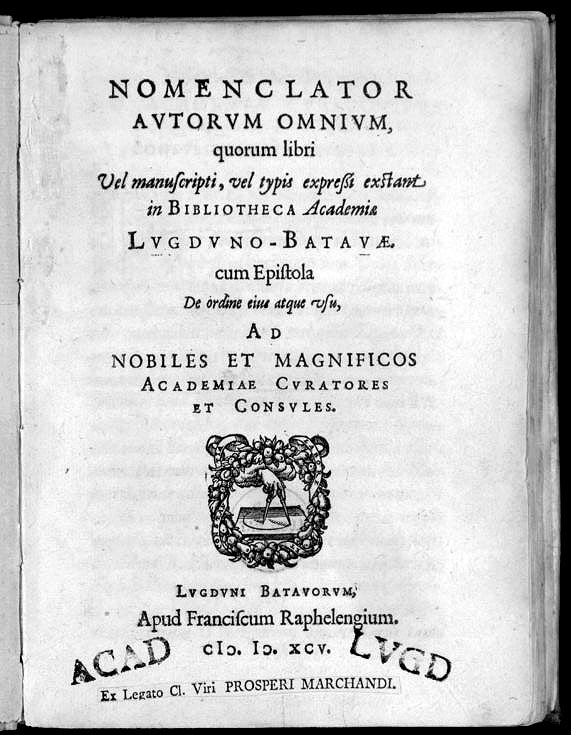
Nomenclator autorum omnium, quorum libri vel manuscritoi, vel typis expressi exstant in Bibliotheca Academiae Lugduno-Batavae (Lista de todos os autores cujos livros, manuscritos ou impressos, estão disponíveis na Biblioteca da Universidade de Leiden), 1595.

Em 1595 surgiu o Nomenclator, o primeiro catálogo das Bibliotecas da Universidade de Leiden, bem como o primeiro catálogo impresso de uma biblioteca institucional no mundo. A publicação do catálogo coincidiu com a inauguração da nova biblioteca no andar superior do Faliede Bagijnkerk (atual Rapenburg 70) ao lado do Theatrum Anatomicum.
Em 1864, a cópia do catálogo alfabético completo da biblioteca em Leiden de 1575 a 1860 foi concluída; nunca deveria aparecer impresso. Os leitores puderam consultar registros alfabéticos e sistemáticos da biblioteca de Leiden na forma de fichas de catálogo encadernadas, conhecidas como Leidse boekjes. Este permaneceu o sistema de catalogação para a biblioteca até 1988.
O 22º Bibliotecário da Universidade de Leiden, Johan Remmet de Groot, tomou a iniciativa para o esforço de automação de biblioteca holandesa Project Integrated Catalog Automation. O Project Integrated Catalog Automation foi iniciado em 1969 e foi comprado pela OCLC em 2000. O primeiro projeto de automação em Leiden começou em 1976, produziu 400 000 títulos por meio do Project Integrated Catalog Automation holandês e resultou em poucos anos em um catálogo em microfichas, que substituiu parcialmente o famoso Catálogo de livretos de Leiden.
Em 1983, a biblioteca mudou-se para sua localização atual em Witte Singel, em um novo prédio do arquiteto Bart van Kasteel. O primeiro catálogo online tornou-se disponível em 1988.
De acordo com Nicholas A. Basbanes, as Bibliotecas da Universidade de Leiden representam "uma referência essencial [...] não apenas pela abundante coleção de materiais extraordinários que reuniu escrupulosamente e manteve por um longo período de tempo, mas acima de tudo por ser a primeira biblioteca acadêmica do mundo em um sentido verdadeiramente moderno. A litania das 'primeiras' registradas em Leiden é deslumbrante - o primeiro catálogo impresso a ser preparado por uma instituição de suas participações, a primeira tentativa de identificar e manter o que hoje é conhecido como 'coleções especiais', a primeira tentativa sistemática de desenvolver um corpo de amigos influentes, patronos e benfeitores em todo o mundo, a primeira biblioteca 'universal', a lista continua indefinidamente - e sustentando tudo isso está uma abordagem humanística para educação e descoberta que figurou com destaque ao longo de sua história,juntamente com uma crença inabalável no potencial ilimitado da investigação humana".

## Documentos inscritos no Registro da Memória do Mundo da UNESCO
No prestigioso Registro da Memória do Mundo da UNESCO estão inscritos documentos que afirmam sua importância mundial e valor universal excepcional.
- O manuscrito Leiden La Galigo, escrito em Buginese (25 de maio de 2011). Da coleção NBG.
- A tradução holandesa do manuscrito autobiográfico do príncipe javanês Diponegoro (1755 -1855), herói nacional e pan-islâmico (18 de junho de 2013). Da coleção KITLV.
- Os manuscritos Panji com contos antigos que giram em torno do mítico príncipe javanês Panji (30 de outubro de 2017).
- Viagem de circunavegação de Fernão de Magalhães: viagem de Fernao de Magalhaes, secundum narrationem cuiusdam socii et suppletus ex aliis fontibus, lusitanice (18 de maio de 2023).[8]
- Manuscritos Hikayat Aceh (18 de maio de 2023).[9]

## Bibliotecários da Universidade de Leiden
Desde a fundação da universidade em 1575, houve 25 bibliotecários da Universidade de Leiden:

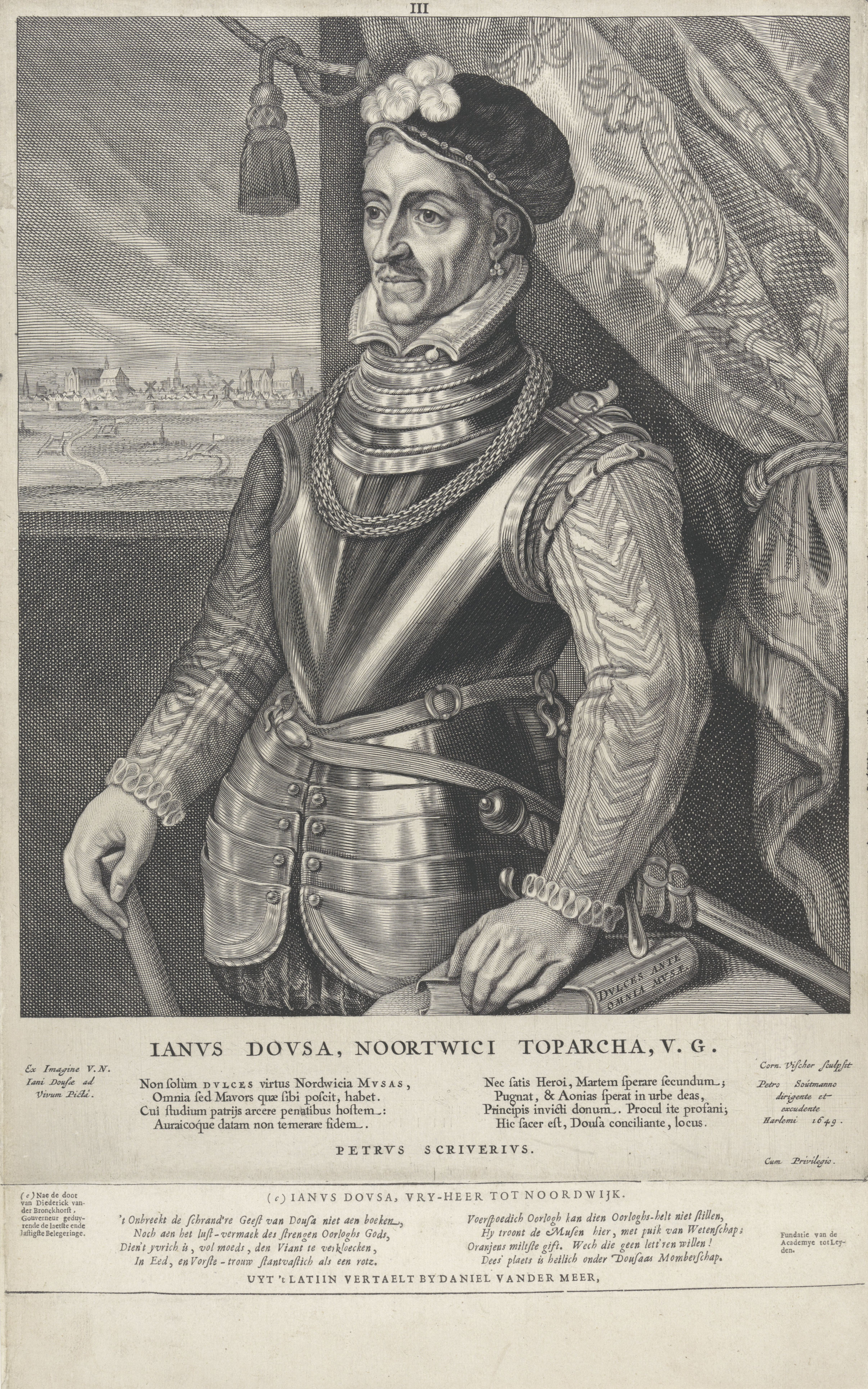
Janus Dousa, primeiro bibliotecário da Universidade de Leiden

| - Janus Dousa (1585–1593) - Janus Dousa Jr (1593–1596) - Paulus Merula (1597–1607) - Daniel Heinsius (1607–1655) - Anthony Thysius (1655–1665) - Johannes Fredericus Gronovius (1665–1671) - Fredericus Spanheim (1672–1701) - Wolfendus Senguerdus (1701–1724) - Petrus Burmannus (1724–1741) - David van Royen (1741) - Abraham Gronovius (1741–1775) - David Ruhnkenius (1775–1798) - Daniel Wyttenbach (1798–1820) | - Johannes van Voorst (1820–1833) - Jacob Geel (1833–1858) - Willem George Pluygers (1859–1879) - Willem Nicolaas du Rieu (1880–1897) - Scato Gocko de Vries (1897–1924) - Frederik Casparus Wieder (1924–1938) - Tietse Pieter Sevensma (1938–1947) - Antoine Hubert Marie Cornelis Kessen (1947–1961) - Johan Remmet de Groot (1961–1983) - Jacques van Gent (1983–1993) - Paul Gerretsen (1994–2004) - Kurt de Belder (2005–present) |

## Publicações

### Geral (seleção)
- (em inglês) Christiane Berkvens-Stevelinck: Magna commoditas – Leiden University's great asset. 425 years library collections and services. Amsterdam, Leiden University Press, 2012. ISBN 978-90-8728-165-6 [Enlarged and updated edition] Digital version
- (em inglês) Elfriede Hulshoff Pol: 'The first century of the Leiden University Library'. In: Leiden University in the seventeenth century. An exchange of learning. Leiden, Universitaire Pers Leiden, 1975. ISBN 90-04-04267-9
- (em inglês) Quaestiones leidenses. Twelve studies on Leiden University Library and its holdings published on the occasion of the quarter-centenary of the university'. Ed. by Christiane Berkvens-Stevelinck ... et al. Leiden, Universiteitsbibliotheek, 1975 ISBN 90-221-9996-7

### Coleções (seleção)
- (em neerlandês) Self-Reflective. Hendrik & Paula Kerstens. Maartje van den Heuvel (ed.). Zwolle: W Books, 2023. ISBN 9789462585577
- (em inglês) Maps That Made History. 1000 Years of World History in 100 Old Maps. Martijn Storms (ed.). Tielt: Lannoo, 2022. ISBN 978-94-014-8530-2
- (em neerlandês) Kaarten die geschiedenis schreven. 1000 jaar wereldgeschiedenis in 100 oude kaarten. Martijn Storms (ed.). Tielt: Lannoo, 2022. ISBN 978-94-014-8529-6
- (em inglês) Books That Made History. 25 Books from Leiden That Changed the World. Edited by: Kasper van Ommen and Garrelt Verhoeven. Leiden: Brill, 2022. ISBN 978-90-04-52342-5
- (em neerlandês) Boeken die geschiedenis schreven. Redactie: Kasper van Ommen & Garrelt Verhoeven. Amsterdam: Athenaeum, 2022. ISBN 978-90-253-1479-8
- (em neerlandês) Kester Freriks & Martijn Storms. Grensverkenningen. Langs oude grenzen in Nederland. Amsterdam: Athenaeum, 2022. ISBN 978-90-253-1463-7
- (em neerlandês) Fotografie wordt Kunst. Photo-Secession in Holland 1890–1937. Photography Becomes Art. Photo-Secession in Holland 1890–1937. Concept, image editing and text: Maartje van den Heuvel. Zwolle: WBOOKS in collaboration with Leiden University Libraries, 2019. ISBN 978-94-6258-358-0
- (em inglês) Voyage of Discovery. Exploring the Collections of the Asian Library at Leiden University. Edited by: Alexander Reeuwijk. Leiden: Leiden University Press, 2017. ISBN 978-90-8728-274-5 Digital version
- (em inglês) Luitgard Mols & Arnoud Vrolijk. Western Arabia in the Leiden Collections. Traces of a Colourful Past. Leiden: Leiden University Press, 2016. ISBN 978-90-8728-259-2 Digital version
- (em inglês) For Study and Delight. Drawings and Prints from Leiden University. Edited by: Jef Schaeps, Elmer Kolfin, Edward Grasman, Nelke Bartelings. Leiden: Leiden University Press, 2016. ISBN 978-90-8728-241-7
- (em neerlandês) Leiden viert feest. Hoogtepunten uit een academische collectie. Onder redactie van Jef Schaeps en Jaap van der Ven. Leiden: Leiden University Press, 2014. ISBN 978-90-8728-220-2
- (em neerlandês) Arnoud Vrolijk, Jan Schmidt & Karin Scheper. Turcksche boucken. De oosterse verzameling van Levinus Warner, Nederlands diplomaat in zeventiende-eeuws Istanbul. The Oriental collection of Levinus Warner, Dutch diplomat in seventeenth-century Istanbul. Eindhoven: Lecturis, 2012. ISBN 978-90-70108-93-9
- (em inglês) Corien J.M. Vuurman. Nineteenth-century Persia in the Photographs of Albert Hotz. Images from the Hotz Photograph Collection of Leiden University Library, the Netherlands. Rotterdam en Gronsveld: Barjesteh van Waalwijk van Doorn & Co's Uitgeversmaatschappij, 2011. ISBN 978-90-5613-000-8
- (em neerlandês) Maartje van den Heuvel, Janrense Boonstra & Jan van Dijk. In atmospherisch licht. Picturalisme in de Nederlandse fotografie 1890–1925. In Atmospheric Light. Picturalism in Dutch Photography 1890–1925. Zwolle: Waanders, 2010. ISBN 978-90-400-7686-2
- (em inglês) Maartje van den Heuvel & Wim van Sinderen. Photography! A Special Collection at Leiden University. Leiden: Leiden University & the Hague Museum of Photography, 2010. ISBN 978-90-89101-91-4
- (em neerlandês) Fotovoorkeuren. 50 auteurs kiezen een foto uit de collectie van het Leids Prentenkabinet. Onder redactie van Joke Pronk & Tineke de Ruiter. Amsterdam: Voetnoot, 2007. ISBN 978-90-78068-15-0
- (em neerlandês) Bronnen van kennis. Wetenschap, kunst en cultuur in de collecties van de Leidse Universiteitsbibliotheek. Onder redactie van Paul Hoftijzer, Kasper van Ommen, Geert Warnar & Jan Just Witkam. Leiden: Primavera Pers, 2006. ISBN 978-90-5997-028-1
- (em neerlandês) Oostersche weelde. De Oriënt in westerse kunst en cultuur. Met een keuze uit de verzameling van de Leidse Universiteitsbibliotheek. Onder redactie van Jef Schaeps, Kasper van Ommen & Arnoud Vrolijk. Leiden: Primavera Pers, 2005. ISBN 978-90-5997-023-6
- (em inglês) Hora est! On dissertations. Leiden, 2005. Digital version
- (em inglês) Jan Oort, astronomer, with contrib. by Jet Katgert-Merkelijn & Jos Damen. Leiden, 2000. Digital version
- (em neerlandês) Goed gezien. Tien eeuwen wetenschap in handschrift en druk. Eindredactie R. Breugelmans. Leiden 1987. ISBN 90-6385-141-3
- (em inglês) R. Breugelmans: Leiden imprints 1483–1600 in Leiden University Library and Bibliotheca Thysiana. A short-title catalogue. Nieuwkoop, De Graaf, 1974. ISBN 90-6004-341-3